# Kia Motors

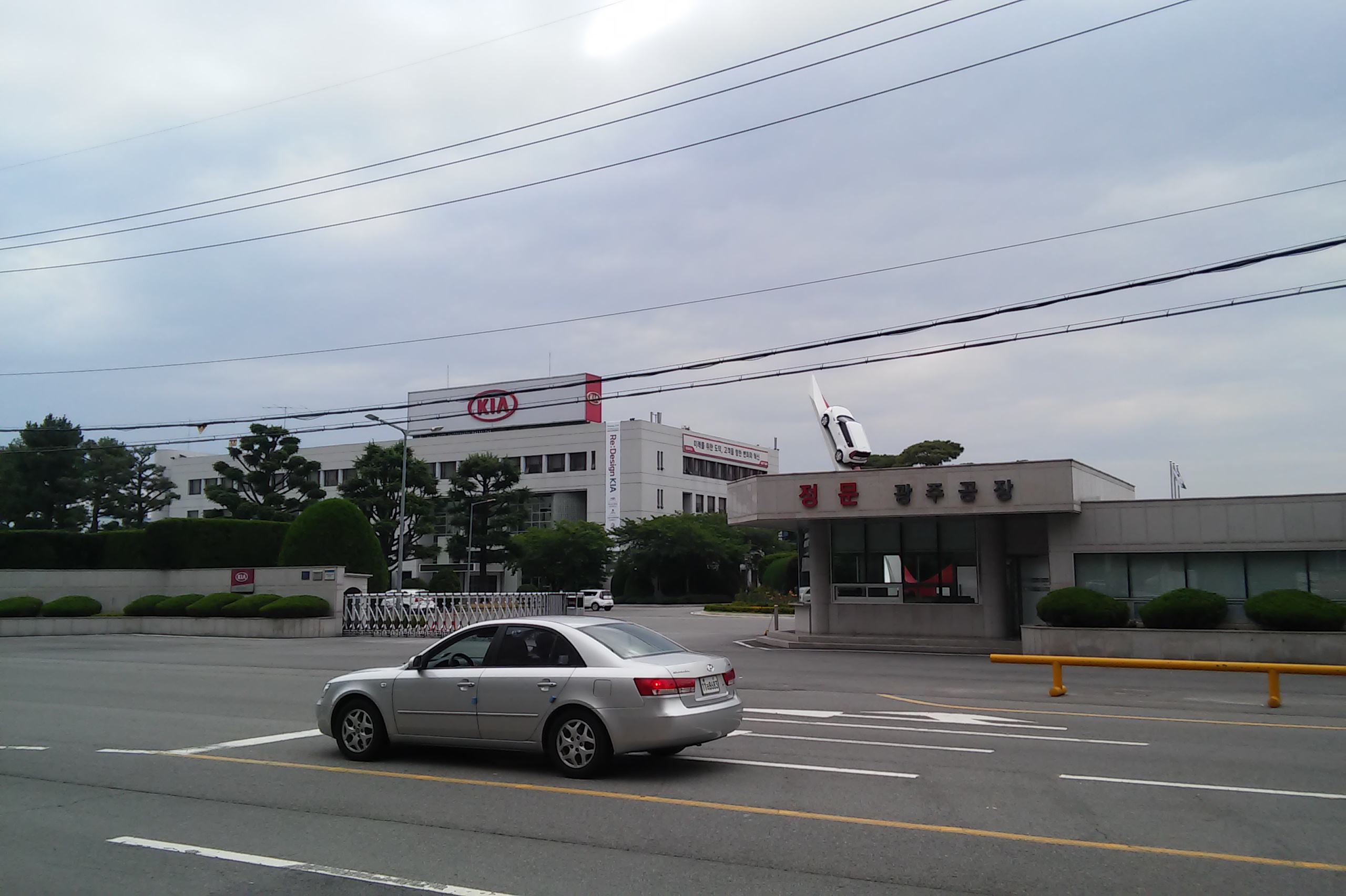
Fabbrica di Kia Motors in Corea del Sud

La Kia Motors Company (기아자동차?, 起亞自動車?, Gia JadongchaLR, Kia Chadongch'aMR) è una casa automobilistica della Corea del Sud, prima azienda di questo tipo a incominciare la produzione nel Paese asiatico.

## Storia
Fondata alla fine della seconda guerra mondiale da Kim Chul-ho per la produzione di componenti per biciclette, Kia produsse il suo primo mezzo a due ruote nel 1952 (il samcholli-ho) e questo resterà il prodotto di punta per i nove anni successivi.
Nel 1961 venne presentata la prima motocicletta C-100 e tre mesi dopo il motocarro a tre ruote K-360. Bisognerà aspettare ancora nove anni, e cioè il 1970 per la produzione della prima autovettura ovvero il modello 124 assemblato su licenza Fiat presso gli stabilimenti sud coreani della casa costruttrice. La Kia-Fiat 124 è stata prodotta fino al 1973 in 6.775 esemplari equipaggiati con un motore 1.2 a benzina di origini italiane erogante 65 cavalli. Il 30% dei componenti meccanici della 124 era stato ricalibrato dagli ingegneri coreani per soddisfare maggiormente le esigenze della clientela coreana.
Nel 1973 venne realizzato il primo motore a benzina per automobili mentre nel 1974 venne realizzata la prima grande berlina con la quale Kia incominciò a varcare i confini coreani nel 1975. Tre anni dopo venne presentato il suo primo motore diesel e l'anno successivo, su licenza di Peugeot e di Fiat, vennero prodotti rispettivamente i modelli Peugeot 604 e Fiat 132.
Gli anni ottanta diedero la svolta all'azienda, prima con la produzione propria di un veicolo commerciale, il Bongo da una tonnellata di portata, in seguito venne avviata una partnership con la giapponese Mazda per la costruzione di un veicolo destinato principalmente all'agricoltura.
Nel 1986 arrivò un nuovo importante azionista, la Ford che realizzava la sua “Festiva” negli stabilimenti coreani della Kia per poi esportarla negli USA.
Nel 1997, dopo un periodo di grande espansione seguita da una crisi profonda collegata a quella che ha colpito il Sud Est Asiatico, l'azienda dovette dichiarare bancarotta e venne acquistata l'anno successivo da quella che era una delle sue agguerrite concorrenti, la Hyundai.

## Attualità
Oggi Kia Motors fa parte di un grande gruppo industriale controllato dalla Hyundai Motor Company. Nel 2005 sono state esportate 840.016 vetture e nel 2006 la crescita prevista è del +13%. A livello europeo Kia è la casa automobilistica con i più veloci tassi di crescita (+39%). In Italia l'incremento di vendite rispetto al 2004 è pari al +43,4%. Questa crescita insieme alle altre aziende che costituiscono il gruppo fanno sì che sia il 6° produttore Mondiale di autovetture (in termini di vendite). Nel 2009 sono state vendute 1 650 920 auto in tutto il mondo segnando un +20% rispetto al 2008.
Oggi può contare su oltre 57 000 dipendenti e 12 stabilimenti, che la portano ad essere presente in 167 paesi (tra cui l'Italia, dove è presente dal 1998 riscuotendo un buon successo commerciale soprattutto negli ultimi anni duemila).
La Kia Motors è anche stata la prima (e all'estate 2007 l'unica) casa automobilistica coreana ad essersi aggiudicata le cinque stelle EuroNCAP con la Cee'd.
Inoltre nel 2009 sono stati introdotti per la prima volta dei potenti motori V8 a benzina da 4,6 litri e il nuovo turbodiesel V6 da 3,0 litri di cilindrata erogante 240 cavalli entrambi disponibili per il grande SUV Borrego lungo circa 5,0 metri. Sempre nel 2009 sono state introdotte anche le nuove berline Kia Forte e l'ammiraglia Kia Cadenza, una grande berlina di circa 5,0 metri di lunghezza equipaggiata con potenti motorizzazioni benzina dalle potenze che oscillano tra i 165 e i 290 cavalli.
Nel 2010 la Kia presenta il primo sistema di infotainment realizzato in collaborazione con la Microsoft: Kia UVO. Questo dispositivo tecnologico viene gestito attraverso il riconoscimento vocale ed integra un sistema multimediale con schermo touch screen sull'autoradio e al navigatore satellitare, inoltre è possibile gestire chiamate e messaggi sul proprio telefonino grazie al bluetooth.

## Logo
La Kia Motors ha cambiato più volte il logo nel corso della sua storia. L'ultimo aggiornamento risale al 2021: affidato a uno studio grafico tedesco, il nuovo logo consiste nelle tre lettere del marchio ridisegnate con uno stile geometrico, minimale e ritmico, che rappresenta l'idea di affidabilità, ambizioni di crescita e movimento al centro del progetto di restyling. Per svelare il logo, il 6 gennaio 2021 l'azienda ha organizzato un evento a Incheon, durante il quale sono stati utilizzati 303 pirodroni (droni in grado di lanciare fuochi artificiali) per comporre il nuovo disegno del marchio. L'evento ha visto anche il raggiungimento di un nuovo record per l'uso simultaneo del maggior numero di pirodroni.  

1986-1994
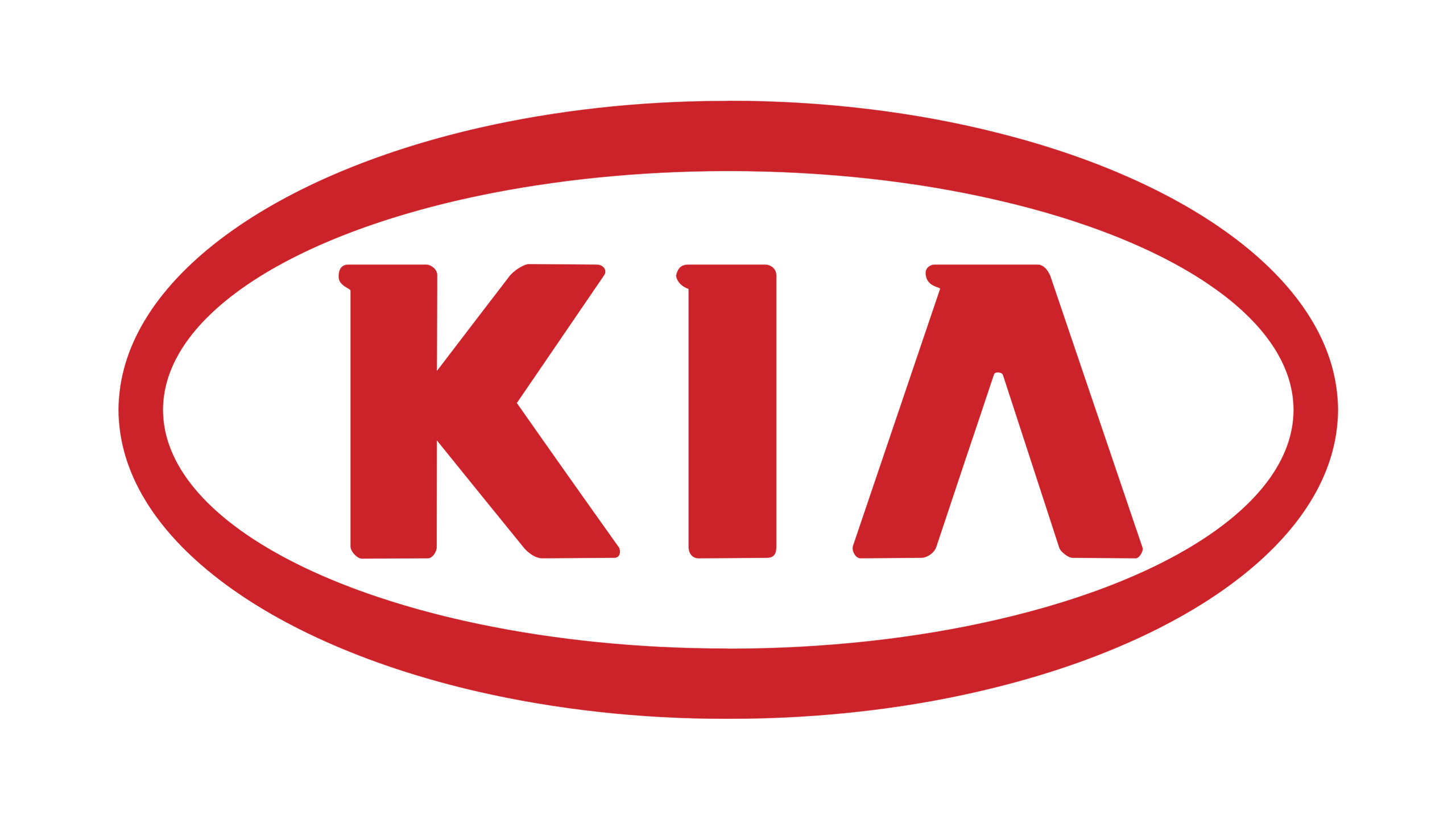
1994-2012
2012-2021
2021-attuale

## Produzione
- Picanto (Morning)

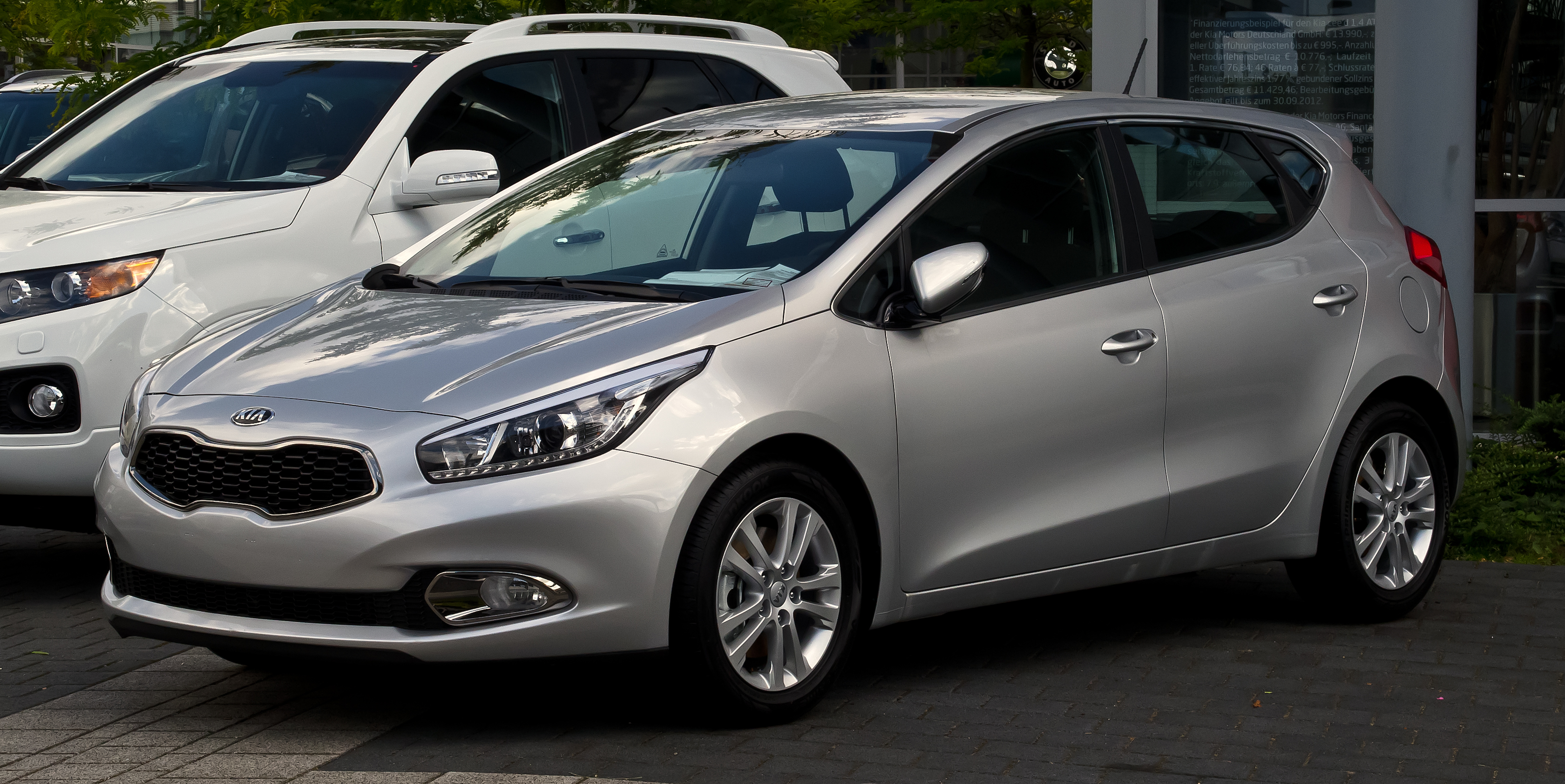
Una Kia Cee'd

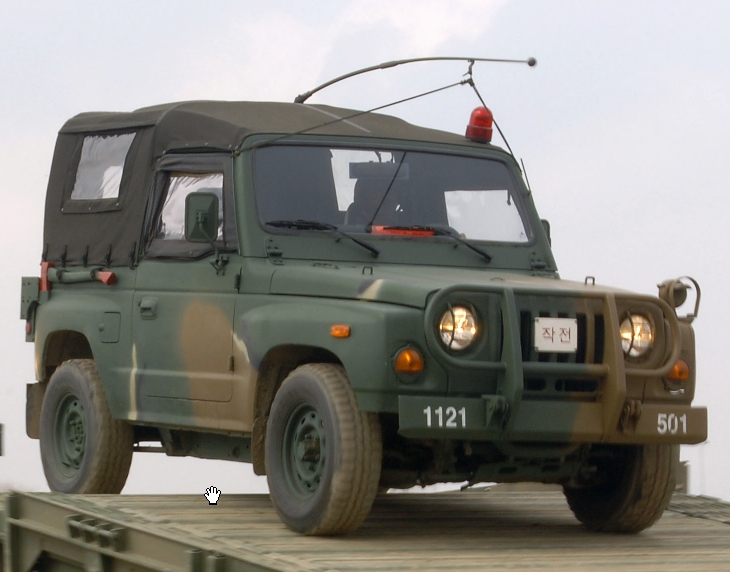
Un veicolo militare Kia KM420 dell'esercito sudcoreano

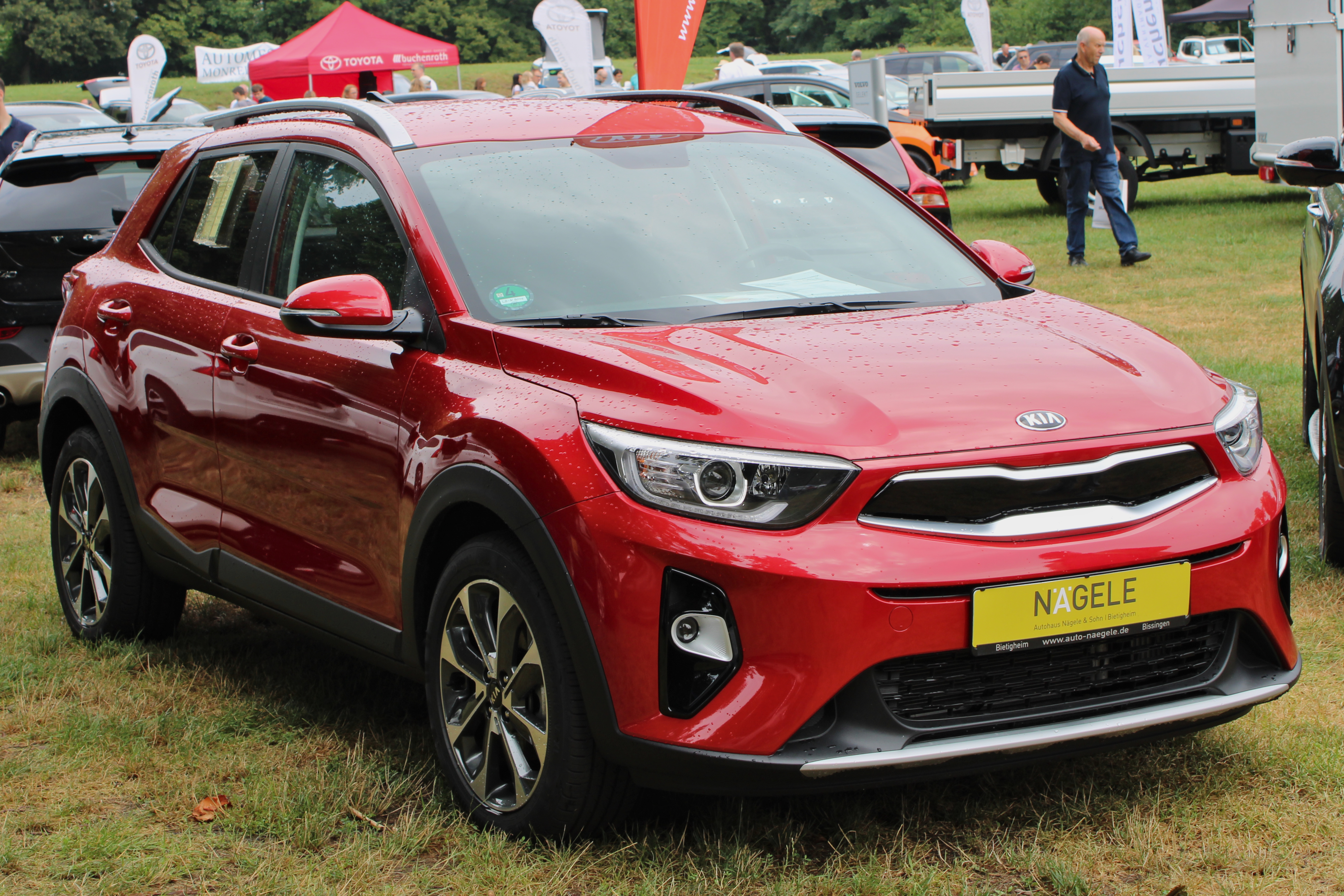
Una Kia Stonic

- Cee'd / Ceed, Ceed SW, Pro Cee'd (carrozzeria 3 porte, I e II serie) e Proceed (carrozzeria "shooting brake", III serie)
- Rio (Pride)
- Soul
- Cerato (Spectra)
- Clarus e Clarus SW
- Magentis (Optima, Lotze)
- Opirus (Amanti)
- Cadenza
- Carens
- Sorento
- Sportage
- Pregio (Bongo III)
- Carnival
- Bongo III Truck
- Venga
- Quoris (K9, K900)
- Niro (Hybrid)
- Stonic
- XCeed
- Telluride